# Pathfinder Roleplaying Game
Pathfinder Roleplaying Game — настольная ролевая игра в жанре фэнтези. Впервые была издана в 2009 году компанией «Paizo Publishing». Основу игры составляют дополненные и пересмотренные правила «Dungeons & Dragons» третьей редакции, опубликованные под открытой игровой лицензией (OGL). Разработкой игры занимались Джейсон Балман, Джеймс Джейкобс, Шон Рейнольдс и Уэсли Шнейдер, консультантом выступил Монте Кук. В базовой книге авторами заявлена полная совместимость материалов для D&D с их игрой. Основы игровой механики остались прежними, в базовой книге содержится тот же набор доступных игроку рас и классов, что и в руководстве игрока для D&D 3,5 редакции. В настоящее время Paizo регулярно выпускает новые игровые дополнения и приключения, развивает официальный сеттинг игры (мир Голарион), а также разрешает сторонним разработчикам издавать материалы для Pathfinder под открытой лицензией.
Компания Paizo была удостоена премии ENnie Awards как лучший издатель в 2010 и 2013 годах, Pathfinder получила аналогичную премию как лучшая игра в 2010 году. Во втором квартале 2011 года, осенью 2012 года, весной и осенью 2013 года Pathfinder была самой продаваемой настольной ролевой игрой в мире. Ей удалось потеснить Dungeons & Dragons, которая удерживала первенство в рейтинге самых продаваемых игр с 1974 года.

## Голарион. Место действия основных событий игры
Голарион - это основной мир кампании Pathfinder, в котором происходят множество событий в игре. Планета обращается вокруг желтого солнца в далеких краях мультивселенной среди десятков других миров. Третья по счету, эта голубая планета покрыта обширными океанами и пышными зелеными землями - идеальная среда для развития человеческой культуры. Ближайшие соседи, Кастровель Зеленый мир и Акитон Красная Планета (вторая и четвертая планета от Солнца, соответственно) заполняют ночное небо Голариона вместе со своей луной, покрытой кратерами. Подробнее о мире можно узнать в русскоязычной Вики по миру Голариона.

## Русское издание Pathfinder

### Основная книга правил
Издана в России в июле 2017 года Издательством Hobby World, благодаря удачной кампании по сбору средств на площадке народного финансирования «Crowd Republic» начавшейся 12 декабря 2016 года. Первое русское издание содержит 610 страниц, тряпичную закладку, золотой каптал и твёрдую обложку с выборочным лакированием. Благодаря успешной кампании её участники получили кроме основной книги правил Ширму ведущего, приключение «Гробница Вечного пламени» и прегены персонажей.

### Стартовый набор
1 декабря 2015 года, на площадке «Crowd Republic» была запущена кампания по сбору средств на издание «Pathfinder: настольная ролевая игра. Стартовый набор» (Pathfinder RPG Beginner Box). Кампания завершилась успехом и «Pathfinder: настольная ролевая игра. Стартовый набор» был издан 29 апреля 2016 года.
Содержимое набора:
- 64-страничная «Книга игрока», содержащая основные правила игры и создания персонажей, а также описание заклинаний и снаряжения
- 96-страничное «Руководство ведущего», в котором описаны приключения, чудовища, сокровища и советы по составлению сценариев и проведению игр по собственным героическим историям
- Полный набор из 7 специальных игральных костей
- Более 80 цветных фишек с изображением героев и чудовищ
- Четыре предварительно заполненных листа персонажей — просто выберите одного из них и начинайте играть
- Многоразовое двустороннее игровое поле, на котором можно рисовать маркерами на водной основе
- «Комплект игрока» и «Комплект ведущего» с дополнительным приключением, классом варвара и другими материалами
- Приключение «Хозяин Разрушенной Твердыни», адаптированное под стартовый набор

### Бестиарий
20 ноября 2017 года успешно завершилась кампания по сбору средств на площадке CrowdRepublic и "Бестиарий" был издан на русском языке.  Бестиарий включает в себя:
- Более 350 разнообразных чудовищ
- Десятки разновидностей чудовищ для разных ситуаций, чтобы игроки всегда были начеку
- Множество таблиц и списков, делающих работу с книгой удобнее, включая сортировку по классу опасности, типу и среде обитания
- Подробные правила для создания эффективных и сбалансированных существ
- Правила для усиления чудовищ при помощи костей здоровья, шаблонов или уровней в классах
- Общие правила для чудовищ, описывающие атаки, защиты и особенности, такие как губительное дыхание, снижение урона и регенерация
- Описание черт, созданных специально для чудовищ
- Информацию об использовании чудовищ в качестве соратников
- Более двадцати новых верных зверей
- Более десятка таблиц случайных сцен

### Возвращение Рунных Властителей
10 августа 2018 года успешно завершилась кампания по сбору средств на площадке CrowdRepublic  и эта книга была издана на русском языке. Это серия из 6 приключений (Всесожжение, Адепты Живодёра, Расправа на Крюковой горе, Крепость каменных великанов, Грехи спасителей, Шпили Зин-Шаласта) объединенные общим сюжетом. Издание включает:
- Расширенную и дополненную версию всех шести глав серии приключений, адаптированную для правил настольной ролевой игры Pathfinder.
- Описание таких мест, как городок Сэндпоинт, древний тассилонский город Зин-Шаласт и многих других.
- Приоткрытие завесы тайны над зловещей магией Тассилона, а также обновлённые заклинания и магические предметы.
- Бестиарий с новыми чудовищами.
- Десятки новых иллюстраций, новых персонажей и карт местности.

### Путеводитель по региону Внутреннего моря
24 мая 2019 года успешно завершилась кампания по сбору средств на площадке CrowdRepublic  и эта книга была издана на русском языке. В этом издании:
- Подробные сведения о народах и этносах Голариона
- Детальные географические описания 40 с лишним стран: рушащиеся империи, агрессивные королевства, независимые города-государства и населённые чудовищами дикие земли – в регионе Внутреннего моря есть идеальное место практически для любой игровой кампании
- Информацию о культуре и религии. Здесь описаны 20 основных божеств региона Внутреннего моря, а также менее известные боги, полубоги, забытые божества, причудливые культы, странные философские учения и многое другое
- Обзор истории Внутреннего моря, обсуждение магических артефактов и чудес техники, сравнение организаций и основных политических сил
- Масса новых возможностей для создания персонажей игроков, включая уникальные престиж-классы, черты, заклинания, снаряжение и волшебные предметы
- Девять новых чудовищ, среди которых экзотические гуманоиды небес и морей, нежить, драконы, а также злобный демонический владыка в изгнании
- Карту-постер, на которой изображён потрясающий ландшафт Внутреннего моря

## Pathfinder. Вторая редакция
В августе 2019 года на фестивале Gen Con, США, прошёл релиз Pathfinder Second Edition. Новая редакция игры переосмыслила правила создания и развития игровых персонажей, а также правила боя. 14 октября 2019 года успешно завершилась кампания по сбору средств на площадке CrowdRepublic . В конце 2020 года издательство Hobby World выпустило основную книгу правил к новой редакции Pathfinder.